# Bolo andaluz valle
El bolo andaluz valle, o bolo de tres mingos, es una de las dos modalidades del deporte del bolo andaluz, o juego de los bolos serranos, reglada por la Federación Española de Bolos. Se trata de la variante más antigua, y conserva algún lance de los bolos primitivos, como la acción del "birlar" o "bilrrar". Se juega con tres mingos (bolos) y es un juego mixto de derribo (bolos) y de avance (pasabolos). El bolo andaluz es el único deporte autóctono de Andalucía

## Las bases de la normativa federativa
La descripción del juego que se hace a continuación deriva de los reglamentos y normas federativas que se aplican en las competiciones organizadas por la Federación Española de Bolos y las regionales que acogen esta especialidad deportiva, estando éstas basadas, a su vez, en la unificación y consenso de las reglas clásicas entre las comarcas del parque natural de las Sierras de Cazorla, Segura y Las Villas donde, tradicionalmente, se ha practicado, y en las referencias del juego más antiguas que se conocen a través de testimonios y documentos. A nivel popular existen algunas variantes locales y comarcales determinadas, fundamentalmente, por el distinto valor de las jugadas y el sistema de competición utilizado en cada lugar. Esta modalidad llegó a extinguirse en su lugar de origen durante un par de décadas en sus comarcas de origen, desplazada sin duda por la modalidad de bolo andaluz montaña, siendo recuperada por Santiago González Santoro en la comarca de Sierra de Segura en la década de los setenta del siglo pasado. La Federación Andaluza de Bolos ha recuperado su práctica en la comarca de Sierra de Cazorla y en La Loma y las Villas a principios de este siglo. Sin embargo existe un lugar donde, desde el final de la Guerra Civil Española, se ha practicado esta modalidad hasta nuestros días. Se trata de El Calonge, un pueblo de colonización en el Valle del Guadalquivir, en Palma del Río, en el límite de las provincias de Córdoba y de Sevilla, que fue poblado por segureños procedentes del pueblo de Bujaraiza, localidad que quedó sepultada por las aguas del Pantano del Tranco en la década de los cuarenta. El aislamiento de este núcleo, respecto a las montañas de donde es originario el juego, ha permitido que las normas, que hace setenta años se utilizaban en los montes del oriente andaluz, se hayan mantenido casi intactas hasta nuestros días, tal y como recuerdan los practicantes de más avanzada edad.

## Las bolas
Las bolas empleadas son iguales que las que se utilizan, de forma general, en el bolo andaluz. En la actualidad son esferas de material plástico (teflón) con una asa hendida (alambradura o alambradera) consistente en dos orificios: uno redondo, donde se introduce el pulgar, y el otro rectangular, para el resto de los dedos, que se unen en el interior de la bola o no dependiendo de las costumbres del lugar o la técnica de cada jugador. Las bolas suelen tener un diámetro entre los 18 y los 22 centímetros.

## Los Mingos
Así se conocen en el bolo andaluz a lo bolos. Estos tienen una forma ovoide (barrilete) y en esta modalidad se fabrican de madera, generalmente de encina. Están achatados al menos por unas de las partes para que se mantengan de pie al colocarlos sobre el tablón. Se utilizan tres de distinto tamaño, colocados de mayor a menor sobre un tablón, en línea recta a un metro de distancia. El principal mide entre 14 y 18 cm., el segundo entre 13 y 16 cm. y el tercero entre 11 y 13 cm.

## Campo de Juego
Se trata de un deporte que se practica al aire libre. Tradicionalmente las boleras o “boleas” para esta modalidad, que suelen ser compatibles también para la modalidad de Bolo Andaluz Montaña, se han situado en lugares más o menos llanos o con pendiente ligeramente ascendente. Lo ideal es que se sitúen en terrenos libres de obstáculos, de dimensiones variables (entre 50-100 metros de longitud por 4-20 metros de anchura), procurando que la parte de la zona de carrera y el tablón sea lo más llana posible. Una de las características más peculiares de las boleras serranas es que no existen dos iguales, lo que hace que el éxito del jugador o jugadora dependa de la capacidad de adaptar su juego a las condiciones que encuentra en cada una de ellas. Constan de tres zonas diferenciadas:

## Zona de carrera o Tirada
Se trata de la zona de suelo firme, compacto y antideslizante (el hormigón rugoso es lo más habitual) donde el jugador o jugadora realiza la carrera para ejecutar el lanzamiento de la bola. Al final de la tirada, existe una línea que se marca en el suelo, con distintos procedimientos, que el jugador o jugadora no debe pisar ni sobrepasar en el lanzamiento, denominada línea o raya de tiro o mano. Este espacio debe tener una longitud mínima para la carrera de 8-10 metros y un par de metros, como poco, de ancho.

## El Tablón
Se trata del lugar donde se colocan los bolos, que en esta especialidad reciben el nombre de “mingos”. Lo habitual es que sea un tablón de madera enterrado, con la superficie superior a ras de suelo, cubierta por una chapa metálica para evitar el desgaste del mismo, aunque también puede ser una plancha metálica, colocada sobre tierra u hormigón, o una losa de piedra. Es requisito que la superficie sea una plana y dura. Los mingos se colocan sobre el tablón en línea recta y en sentido perpendicular a la línea o raya de tiro (zona de carrera) y las rayas de puntuación (zona de rayas). La distancia entre mingos es de 100 cm. La distancia a la que se lanza la bola hacia los mingos, es decir entre la línea de tiro y el primer mingo (mingo principal) depende de la categoría federativa:
- Los benjamines masculinos (hasta diez años)y hasta infantiles femeninos (hasta los 14 años) la distancia es de 3 metros.
- Los alevines, infantiles y veteranos masculinos y todas las categorías femeninas desde cadetes (desde los 14 años) la distancia es de 5 metros.
- El resto de las categorías masculinas (cadetes, juveniles y seniors) la distancia es de 8 metros.

## Zona de rayas
Es el terreno más amplio de la bolera y es el lugar por donde ruedan bolas y mingos tras el lanzamiento de mano. El firme suele ser la misma tierra del lugar, libre de piedras y obstáculos. Si el suelo es excesivamente arcilloso se puede cubrir con una capa de arena de cantera o gravilla, para que el barro no impida el desarrollo normal del juego. El campo está seccionado por una serie de líneas transversales que indican el valor de la jugada, que va de diez en diez “bolos”. La longitud de esta zona y el número de rayas varía en función del sustrato de la superficie y la pendiente del campo de rayas, estando separadas las líneas entre sí entre 3 y 6 metros (4 es la longitud más empleada). La última raya marcada en la bolera se denomina "tope" y marca la máxima puntuación de la bolera. El tope varía de las características y dimensiones del terreno de juego y suele tener un valor entre los 100 y 300 bolos. La primera línea (raya de diez, borre o birle)tiene tres funciones. El primero es que, como el resto de las rayas marcadas en el campo, sirve para marcar el valor de la jugada (raya de diez). En este caso, si el mingo principal supera esta raya, pero no llega a la siguiente de 20 bolos, el valor del lanzamiento será de 10 bolos (más los que se añadan en otros lances: derribo del segundo y tercer mingo en la mano y derribo de los mingos en el birle). El segundo es se utiliza para validar la jugada (raya de borre), ya que si la bola lanzada desde la línea de mano no sobrepasa esta línea, la jugada se considera "borre", es decir, queda anulada y al jugador o jugadora se le apunta 0 bolos. La tercera función es la de marcar la distancia mínima desde donde se ejecuta el lanzamiento del birle, es decir, desde donde se ejecuta el lanzamiento que completa la tirada del jugador y que se efectúa en sentido contrario al lanzamiento de mano. El objetivo de este lanzamiento sólo es la de derribar los mingos. La distancia de la raya de diez, borre o birle depende de la categoría federativa:
- Los benjamines masculinos (hasta diez años)y hasta infantiles femeninos (hasta los 14 años) la distancia desde el mingo principal es de 8 metros. La distancia que queda entre la línea de mano y borre es de 11 metros.
- Los alevines, infantiles y veteranos masculinos y todas las categorías femeninas desde cadetes (desde los 14 años) la distancia desde el mingo principal es de 12 metros. La distancia que queda entre la línea de mano y borre es de 17 metros.
- El resto de las categorías masculinas (cadetes, juveniles y seniors) la distancia desde el mingo principal es de 18 metros. La distancia que queda entre la línea de mano y borre es de 26 metros.

## El desarrollo del juego
La forma básica de desarrollo del juego es mediante partidos entre dos personas (individual), entre dos parejas o entre dos equipos (conform tradicionalmente por entre tres y seis jugadores, aun federativamente el número establecido, si no existe una exención aprobada los órganos federativos, es de cuatro). Existe otra forma de competición también muy utilizada en las competiciones que consiste en realizar un número de determinado previamente de tiradas cada jugador para determinar, por comparativa, la clasificación. A este sistema se denomina "bolos corríos". Para comprender el desarrollo de los partidos previamente hay que conocer dos conceptos: la "tirada" individual y la "carga".

## La tirada
Es el ejercicio del juego por el cual el jugador o jugadora obtiene puntuación (bolos)de forma individual. Consta de dos lanzamientos, dos lances de juego claramente diferenciados, que completan el valor de la jugada (por la suma de las puntuaciones conseguidas en ambos) de cada bolero o bolera en cada turno de lanzamiento:

### La mano
Es la primera parte de la tirada y la que mayor puntuación puede reportar al jugador. Tras una breve pero intensa carrera se lanza la bola contra el primer mingo situado en el tablón (mingo principal) con el propósito de lanzarlo lo más lejos posible. En este movimiento habitualmente se lanza "al pique" o "al culo", es decir, la bola por el aire intentando que impacte directamente con el mingo antes de que toque el suelo. Si se consigue derribar el mingo principal, pero no sobrepasa la primera línea del campo de rayas (raya de diez, borre o birle) la jugada vale 4 bolos. Si sobrepasa una o varias líneas del campo de rayas el valor de la jugada lo determina la última raya que el mingo principal logra rebasar (10 bolos, 20 bolos, 30 bolos, etc.). Si se derriba el segundo mingo y/o el tercero, independientemente del lugar donde lleguen, a los bolos obtenidos por el mingo principal de le añaden 2 bolos (segundo mingo), 1 bolo (tercer mingo) o 3 bolos (si se derriban el segundo y el tercer mingo). Esta jugada puede quedar invalidada por dos razones: por hacer borre o por pisar la raya de tiro.

#### Anulaciones

##### Por hacer borre
Se dice que se hace "borre" cuando la bola lanzada por el jugador en la mano no consigue sobrepasar la primera raya marcada en el campo de rayas, siempre y cuando el mingo principal no pase tampoco dicha línea. En ese caso se pierde el derecho al birle y al jugador se le apunta 0 bolos. Si se da el caso de que el mingo principal sobrepase la raya de borre y la bola no, la jugada con queda anulada. En ese caso el valor del mingo principal es la mitad de lo que marca la última raya que haya superado (5 bolos en la raya de 10, 10 en la de 20, y así sucesivamente, siempre y cuando no se recupere el valor total con el birle (ver caso especial de birle)

##### Por pisar la línea de tiro o mano
Si el jugador o jugadora pisa o sobrepasa con el pie o cualquier elemento del cuerpo o vestimenta que llegue a tocar el suelo, antes de que la bola lanzada rebase la "raya de borre" la jugada queda invalidada, anotándose 0 bolos y perdiendo el derecho al birle en esa jugada.

### El Birle
Completa la tirada individual de cada jugador o jugadora en un turno de lanzamiento. Se trata de un lance en que el único objetivo perseguido es el de derribar los mingos. Se lanza la bola, habitualmente rodando por el suelo ("al rule"), desde la raya de diez, borre o birle, hacia los mingos colocados sobre el tablón en la misma posición que el anterior lance, en sentido contrario del lanzamiento de mano. Se consiguen 2 bolos por cada mingo derribado.

#### Caso especial de birle
De forma habitual se birla ("birlar" o "bilrrar" es la acción de realizar el birle) con la bola. Sin embargo, existe un caso en que se realiza el birle con el mingo principal. Eso sucede cuando se saca el mingo principal de la raya de borre y la bola no. En ese caso la bola ocupa la posición del mingo principal sobre el tablón. Si, al lanzar el mingo principal contra la bola, éste toca la misma, el valor conseguido por el mingo principal, que en la mano (por hacer borre con la bola) ha sido la mitad de la última raya, recupera todo su valor, es decir, que por tal circunstancia se anotan los mismos bolos en el birle que en la mano. Si con el mingo principal en este lance se derriba alguno de los otros dos mingos, se suman dos bolos más al valor total de la tirada.

#### Birle nulo
Se anulan los bolos conseguidos en el birle siempre que se pide o sobrepase con el pie o cualquier parte del cuerpo o vestimenta (siempre que toque en el suelo) la raya de diez, borre o birle, al realizar el lanzamiento con la bola o mingo principal.

## La Carga
Es la suma de las tiradas de cada uno de los componentes de un equipo en cada tanda o turno de lanzamientos. Si el partido es entre dos personas la carga es los bolos conseguidos en la tirada con los dos lances: la mano y el birle. En el de los partidos de parejas o por equipos, cada miembro de la escuadra realiza un tirada completa aunque a la vez que su compañero o compañeros. Es decir, que todos los compañeros de la pareja o equipo realizan el lanzamiento de mano, primero, y de birle, todos juntos y en el orden establecido previamente, después. En estos casos el compañero que tira primero de la escuadra se le llama "el mano" y el que cierra la tirada, el último, se denomina "postre".

## El partido
Aunque en los concursos y en las apuestas se puede competir lanzando un determinado número de bolas (bolos “corridos”), el sistema habitual del desarrollo de juego es el partido. El partido tradicional es mejor de 3 puntas de seis rayas cada punta. Resulta muy curiosa la semejanza en el tanteo tradicional en los partidos de bolo andaluz, con el del tenis, uno de los deportes más conocidos mundialmente. En los bolos serranos la punta equivale al “set” tenístico, y la raya al “juego”. Eso sí, ha que tener en cuenta que el deporte de la raqueta se inventa, al menos, tres siglos después que los bolos autóctonos de Andalucía. En las competiciones se suelen acortar los partidos jugando a una sola punta.

### La unidad básica de tanteo: la raya
La raya es la unidad básica en el tanteo de los partidos de bolo andaluz. Excepto la primera carga conseguida por un jugador, pareja o equipo, cada vez que cada contrincante realiza una carga hay una raya en juego. La explicación siguiente se hace con equipos o escuadras, pero el sistema tiene la misma aplicación en partidos individuales o por parejas.

### Comienzo del partido
Mediante el sorteo con una moneda se determina la escuadra que comienza en la primera punta. En segunda punta comenzará el equipo contrario y en la tercera, si la hubiera por empate en las dos primeras, comenzaría de nuevo el equipo que ganó el sorteo con la momeda. El equipo que empieza la punta realiza un turno de tirada completo con todos sus jugadores: primero tiran todos de mano y luego, en el mismo orden, proceden el birle. Sumando los bolos conseguidos por el total de los componentes del equipo, éste obtiene la primera carga. El tanteo todavía es de empate a cero rayas.

### ¿Quién se anota la primera raya?
Una vez el primer equipo (A) ha completado la primera carga, el segundo equipo (B) completa un turno completo de tiradas para conseguir su primera carga. Si la carga de B es mayor que la carga de A, la primera raya es para el equipo B. Si por el contrario, la carga del equipo B es menor que la del equipo A, será éste el que anote la primera raya. Al inicio de la punta, en el caso de que empaten entre las cargas ambos equipos la raya no la ganará nadie y el empate permanecerá en el marcador hasta que en el turno siguiente de tiradas, o sucesivos, la carga conseguida por una escuadra sea mayor o menor que la inicial.

### ¿Cómo se anotan las siguientes rayas?
Una vez que uno de los dos equipos haya anotado la primera raya ya no hay posibilidad de que la anotación de la raya quede desierta, ya que en el caso de empate en las cargas, la raya caerá de lado del equipo que haya ganado la última raya disputada. Los turnos de tirada son alternativos entre las dos escuadras y cada vez que se completa una carga se anota una raya a uno de los dos contendientes. La referencia, cuando un equipo le toca su turno, siempre es la última carga realizada por el equipo contrario. A su vez, la carga que consiga el equipo que realiza la tirada será la referencia para la carga que tendrá que completar el rival. Cuando un equipo inicia la tanda de tiradas su objetivo es superar la última carga conseguida por el equipo contrario si la última raya ha sido conseguida por los contrarios. En cambio, si la última raya había sido ganada por el equipo que inicia la tanda de tiradas, con el empate basta para anotar la raya en disputa. Los equipos van completando las tandas de forma sucesiva, disputando una raya en cada carga, hasta que unos de los dos equipos complete el número de rayas de la punta (seis). 

### Las puntas
Una punta se gana cuando un equipo gana 6 rayas. No se necesita que haya una diferencia de rayas determinado, con una es suficiente, pudiendo ser el resultado en el tanteo de una punta de 6 rayas a 5. El equipo que empieza tirando la primera punta por sorteo, cederá el turno de inicio al equipo contrario en la segunda punta, independientemente del equipo que haya terminado tirando en la punta anterior, con lo cual cabe la posibilidad que una escuadra realice la última tirada de una punta y la primera de la otra de forma consecutiva. Como los partidos se plantean al mejor de tres puntas (ganará el mismo el equipo que consiga ganar dos puntas) puede darse la circunstancia que haya que disputar una tercera punta de desempate si las dos primeras han sido ganadas por cada una de las escuadras. En ese caso, independientemente de quien haya ganado la última punta, la tercera la comenzará el equipo que ganó el sorteo en el inicio del encuentro. 
Es también habitual en concursos, torneos y boleras que los partidos, para reducir el tiempo de juego, se planteen a punta única, a 6, 8 o 10 rayas.